# Konak (architettura)

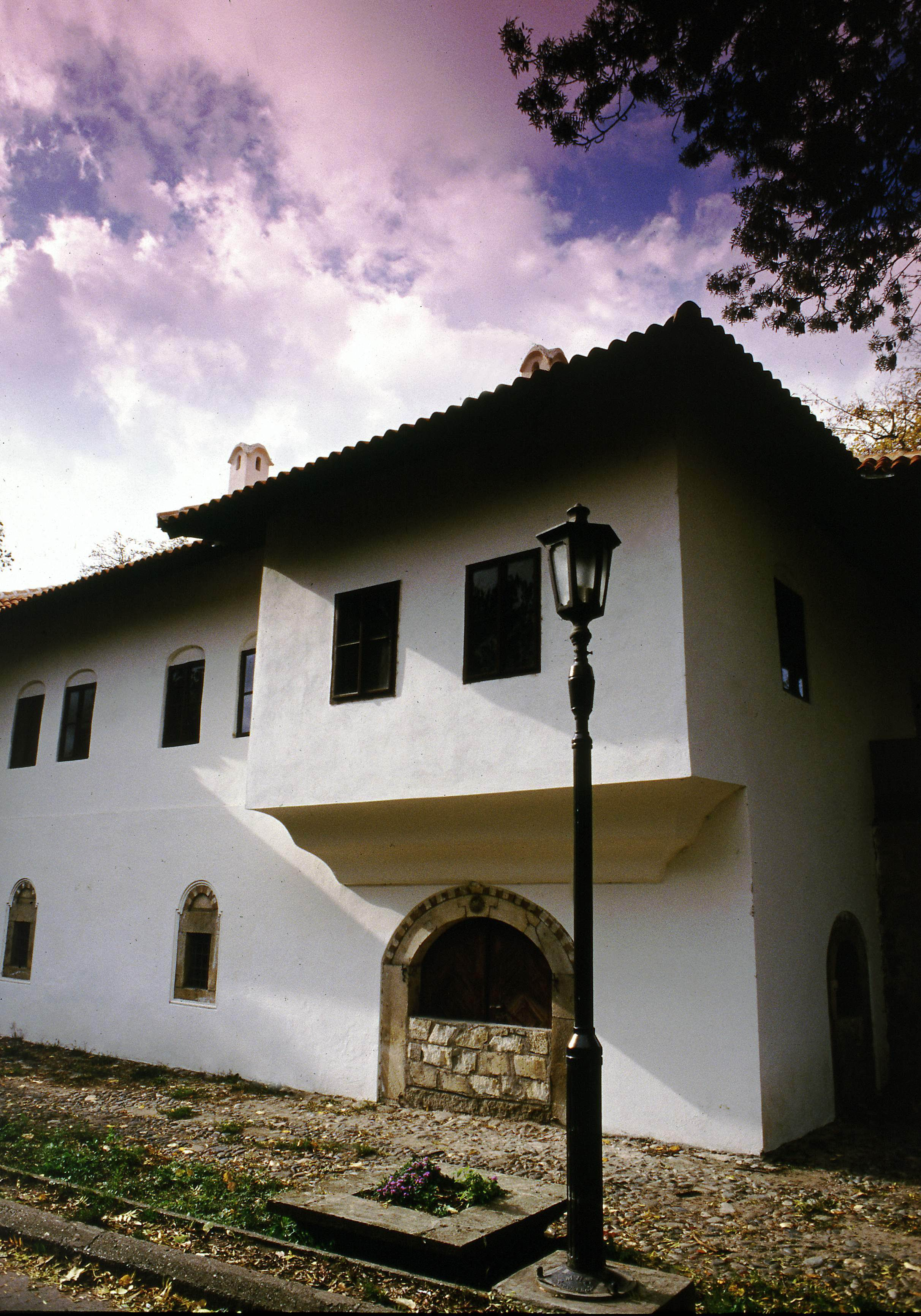
Il konak Amidža a Kragujevac.

Konak è un termine di origine turca che significa, in Turchia e nei territori precedentemente dominati dagli ottomani, un "palazzo", una "residenza", o, in generale, un "luogo dove passare la notte". Costruiti da persone benestanti o da membri dell'aristocrazia, i konak potevano anche servire come uffici amministrativi.

## In Turchia
Il Konak era l'unità unifamiliare propria della borghesia ottomana. Nella cultura ottomana si trattava di una costruzione atta a realizzare una struttura integrata. Dava la sensazione di un palazzo, ma con un approccio più semplice.
In origine si ispirava al Padiglione Çinili, perché come quello cercava di articolare gli ambienti attraverso uno spazio centrale senza una funzione definita. Quello spazio, a sua volta, ricordava chiaramente l'atrio della domus romana, anche se chiaramente non conservava più il suo valore simbolico.
Come la domus romana, il konak mette in luce le virtù della sua situazione geopolitica, e quindi, come il resto della città islamica, cerca di adattarsi sia alle peculiarità topografiche che ai postulati del Corano. Da qui la sua irregolarità formale, che plasmava gli ambienti articolati dal citato spazio centrale. Questi spazi comprendevano i numerosi saloni e Iwan, che fungevano da stanze intermedie verso l'area privata. 
Nell'Impero ottomano i governatori (in turco vali) si occupavano delle questioni amministrative nelle residenze chiamate «konak del governatore» (in turco vali konağı) o «konak del governo».

## In Serbia

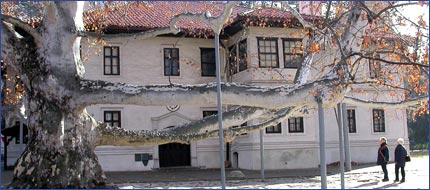
Il Konak del principe Miloš a Belgrado.

I konak della Serbia datano principalmente dal XVIII secolo ai principi del XIX, ossia, dal periodo finale della presenza ottomana all'autonomia del Principato di Serbia. In generale, gli edifici di questo periodo comprendono una cantina e altri due livelli. Le pareti esterne sono caratterizzate da numerose finestre poste simmetricamente. La facciata principale è adornata con uno o due bovindo e un falso arco con vista sulla strada, mentre la facciata che dà sul cortile è adornata con un balcone. Il cortile, ubicato nella parte posteriore del konak, è difeso da alti muri.
Il konak del pascià di Vranje, costruito nel 1765, è composto da due edifici: l'haremlik, una parte privata della casa dove vivevano le donne, e il salamlik, riservato agli uomini; attualmente è sede del Museo Nazionale di Vranje. Il Vladičin Konak, il Konak del Vescovo, a Kraljevo, venne costruito dal vescovo Janičje per ricevere i membri della dinastia serba Obrenović.

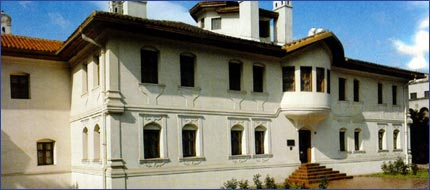
Il konak della principessa Ljubica.

Il principe Miloš Obrenović, il primo sovrano della Serbia indipendente dalla Sublime Porta, aveva vari konak per lui e la sua famiglia, nonché i suoi parenti. A Kragujevac, la città che fu la prima capitale del Principato di Serbia, fece costruire un insieme di tre residenze, delle quali ne rimane solo una, il konak Amidža (in serbo: Amidžin konak), costruito tra 1819 e 1824. A Belgrado, il konak della principessa Ljubica (Konak Kneginje Ljubice) fu costruito tra il 1829 e il 1831. Questo edificio di due piani testimonia un'evoluzione nella costruzione del konak, con un crescente influsso dell'architettura occidentale: le finestre sono contornate di pietra e gli angoli dell'edificio sono decorati con colonne ornamentali. Il konak del Principe Miloš, ubicato nel quartiere Topčider di Belgrado, venne costruito tra il 1831 e il 1833 e combina elementi orientali e classici. Il principe, dopo la liberazione della Serbia orientale nel 1837, fece costruire un konak nelle terme di Brestovačka Banja; questo edificio che ha un solo piano, è decorato con una grande grondaia ed ora è sede di un hotel.